# كأس السنغال
كأس السنغال (بالفرنسية: Coupe du Sénégal de football)‏ ، هي بطولة رسمية لكرة القدم في السنغال ، أسست سنة 1961م.

## مصدر
1. ↑  Senegal - List of Cup Winners, RSSSF.com نسخة محفوظة 24 ديسمبر 2017 على موقع واي باك مشين.